# Le Fel
Le Fel (okzitanisch: Lo Fèl) ist eine französische Gemeinde mit 192 Einwohnern (Stand: 1. Januar 2022) im Département Aveyron in der Region Okzitanien (vor 2016 Midi-Pyrénées) Sie gehört zum Arrondissement Rodez und zum Kanton Lot et Truyère. Die Einwohner werden Espeyracois genannt.

## Geographie
Le Fel liegt etwa 33 Kilometer nordnordwestlich von Rodez. Der Lot begrenzt die Gemeinde im Süden. Umgeben wird Le Fel von den Nachbargemeinden Montsalvy im Westen und Norden, Saint-Hippolyte im Nordosten, Entraygues-sur-Truyère im Osten und Südosten, Espeyrac im Süden, Sénergues im Süden und Südwesten sowie Vieillevie im Südwesten und Westen.

## Bevölkerungsentwicklung
| Jahr                       | 1962 | 1968 | 1975 | 1982 | 1990 | 1999 | 2006 | 2019 |
| Einwohner                  | 337  | 315  | 295  | 219  | 186  | 146  | 171  | 176  |
| Quellen: Cassini und INSEE |      |      |      |      |      |      |      |      |

## Sehenswürdigkeiten
- Kirche Saint-Julien im Ortsteil Roussy

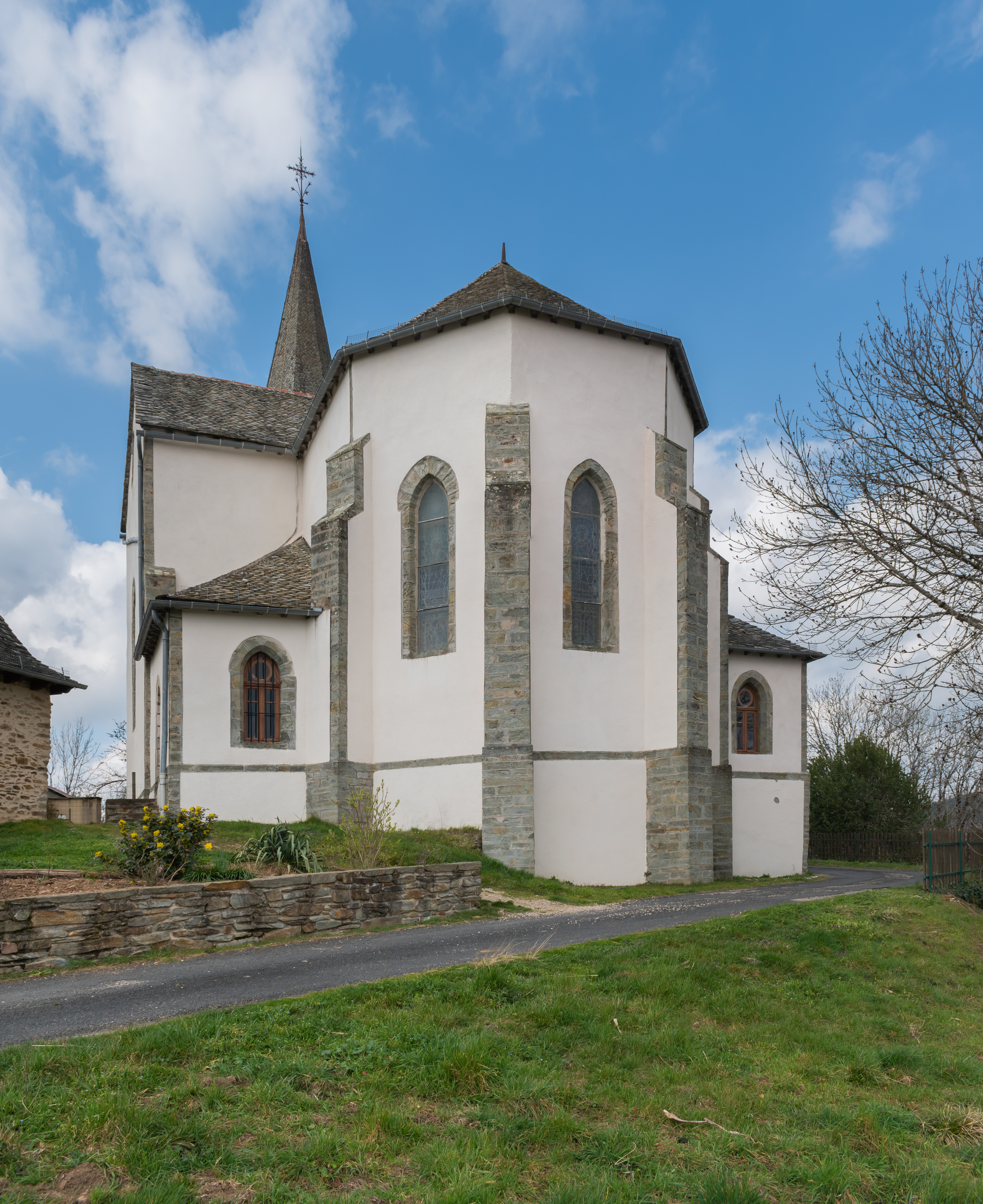
Kirche Saint-Julien

- ehemalige Mühle